# Camila Osorio
María Camila Osorio Serrano ( pronúncia espanhola: [maɾja kaˈmila oˈsoɾjo seˈrano] ;  nascida em 22 de dezembro de 2001) é uma jogadora de tênis profissional colombiana. Ela tem seu melhor ranking até o momento de 53º em simples (outubro de 2021) e No. 477 em duplas (maio de 2021) pela Women's Tennis Association (WTA). Ela ganhou um título de simples no WTA Tour e três títulos de simples no Circuito ITF.
Jogou com o nome completo até o final de 2021. No ano seguinte, surgiu com a redução Camila Osorio nas chaves dos torneios.

## Carreira juvenil

### Performance no Grand Slam
Simples:
- Australian Open: –
- Aberto da França: SF (2019)
- Wimbledon: 3R (2017)
- US Open: V (2019)

Duplas:
- Australian Open: –
- Aberto da França: QF (2017)
- Wimbledon: 2R (2017, 2019)
- US Open: QF (2018)

Nos torneios do Grand Slam, o maior destaque de Osorio foi ter vencido a chave de simples do US Open de 2019. No mesmo ano, ela já havia chegado às semifinais do Aberto da França que perdeu para a eventual campeã, Leylah Fernandez. Antes disso, nas chaves de duplas, ela já havia chegado às quartas de final no Aberto da França de 2017 e também às quartas de final no US Open de 2018.

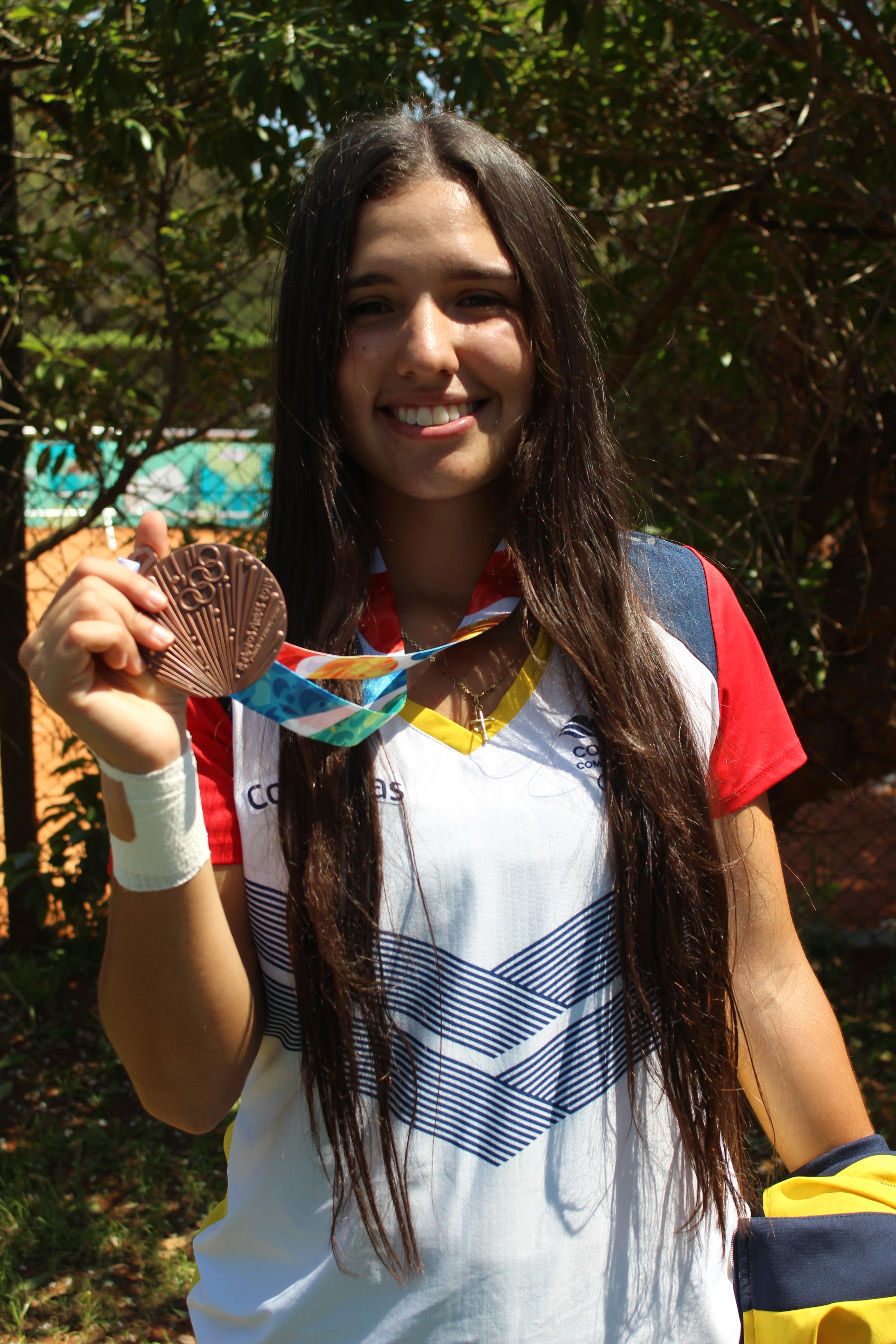
Osório nos JOJ de 2018

### Performance nos demais torneios
O primeiro título de Osorio na categoria juvenil foi obtido no torneio de Grau 4, Mahdia ITF Juniors Tournament, na Tunísia, em junho de 2016.
A temporada de 2018 foi a de maior sucesso para Osorio, ela conquistou cinco títulos, sendo quatro deles de Grau 1, e nos Jogos Olímpicos da Juventude (JOJ) daquele ano, Osorio ganhou a medalha de bronze no feminino e a medalha de prata em duplas mistas ao lado de Nicolás Mejía [en].
Osorio é a vencedora do título de simples feminino no US Open de 2019. Na final, ela derrotou Alexandra Yepifanova [en], perdendo apenas um game.
No ITF Junior Circuit, Osório obteve a mais alta classificação na carreira como nº 1 do mundo, alcançada em setembro de 2019.

## Carreira profissional

### 2021: Primeiro título WTA, estreia no top 100, estreia no Grand Slam, Tenerife

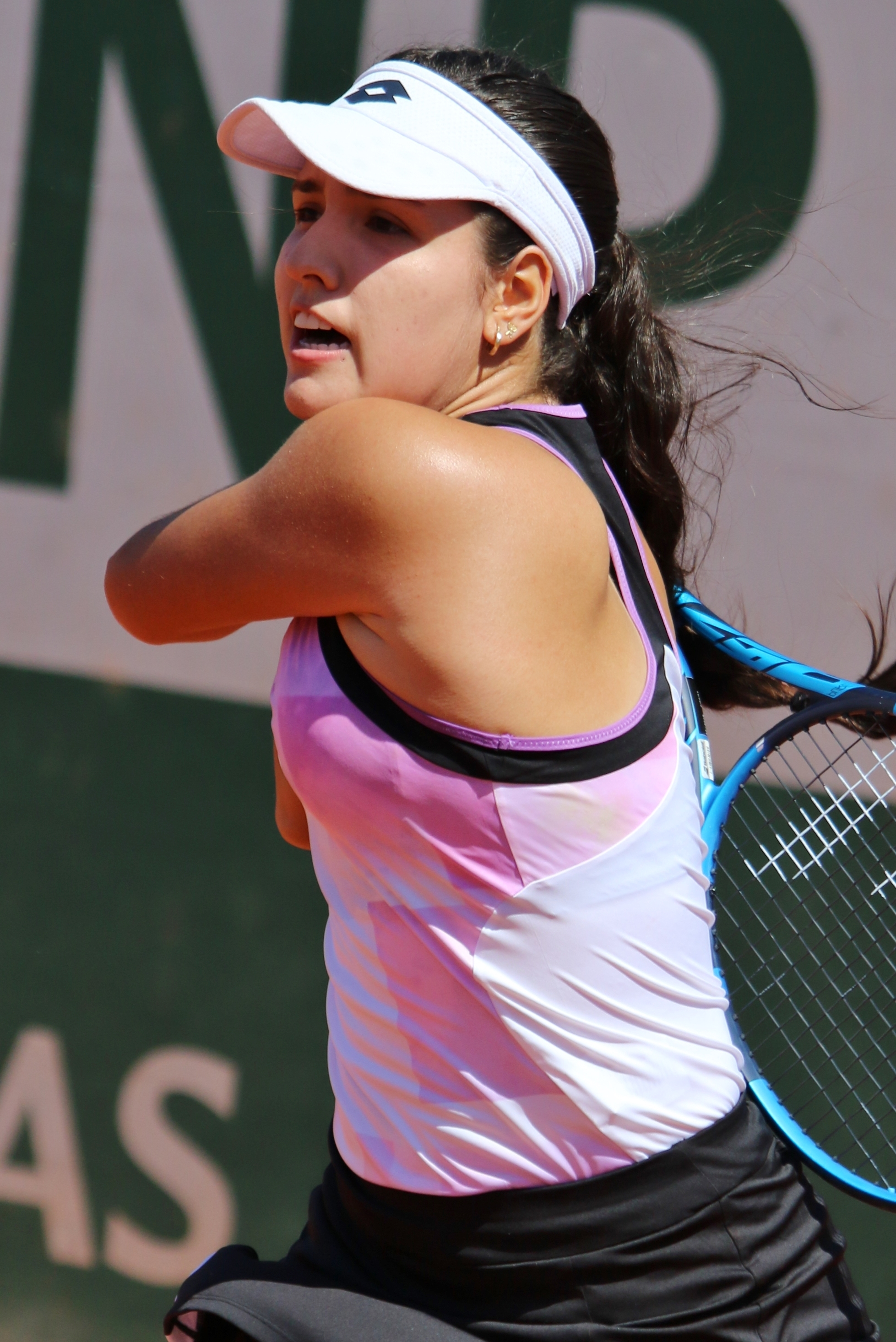
Osório no Aberto da França, 2021

Em abril de 2021, embora classificada como N° 180 do mundo, Osorio conquistou seu primeiro título de simples na Copa Colsanitas, em seu país natal, batendo Tamara Zidanšek na final. Ela seguiu na semana seguinte chegando na semifinal no Charleston Open. Em maio, ela alcançou sua terceira semifinal consecutiva em quadra de saibro no Serbia Ladies Open, entrando no top 100 como resultado.
Osorio passou pela qualificatória do Aberto da França para fazer sua estreia no Grand Slam. Ela perdeu na primeira rodada para Madison Brengle . Em junho, ela se classificou novamente para a chave principal do Campeonato de Wimbledon. Ela chegou à terceira rodada ao derrotar a também vinda da qualificatória Anna Kalinskaya e a 32ª cabeça de chave Ekaterina Alexandrova antes de perder para a segunda cabeça de chave Aryna Sabalenka.
Osorio começou bem no US Open ao vencer Ivana Jorović [en] na primeira rodada do torneio, antes de perder para Ons Jabeur na segunda.
Osorio completou a primeira temporada de sua carreira profissional ao chegar à final do Tenerife Ladies Open, onde acabou perdendo para Ann Li. Mais tarde, ela revelou em uma entrevista que sofreu uma lesão abdominal que a afetou na rodada final do torneio. Seu sucesso no torneio a fez atingir o recorde top 60 em sua carreira.

### 2022: Estreia no Australian Open, primeiras vitórias em Majors e WTA 1000, top 35
Osorio obteve entrada direta no Monterrey Open. Ela alcançou sua terceira final de simples no nível WTA Tour, perdendo para a segunda cabeça de chave e vice-campeã do US Open de 2021, Leylah Fernandez, depois de ter vários "match points".
Ela alcançou a posição mais alta de sua carreira, nº 33, em 4 de abril de 2022.

### 2023: Primeiro Australian Open e vitórias entre as Top 5, de volta ao Top 85

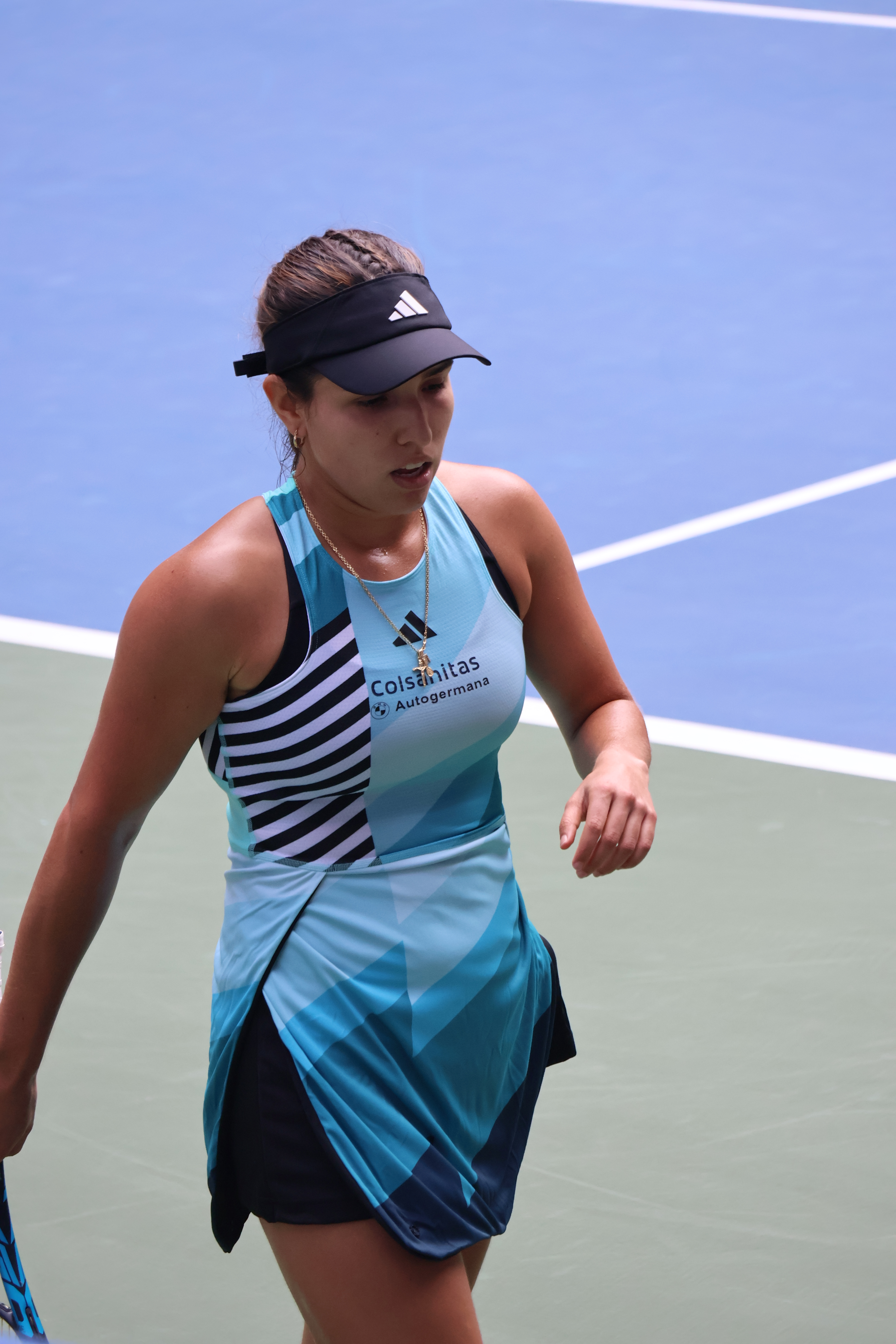
Osório no US Open, 2023

Osorio venceu sua primeira partida no Australian Open derrotando Panna Udvardy [en].
Osorio obteve entrada direta no Lyon Open. Ela chegou à primeira semifinal da temporada, onde derrotou a local e terceira cabeça de chave do torneio, Alizé Cornet, na primeira rodada, Jule Niemeier [en] na segunda rodada e Linda Nosková nas quartas de final. Ela perdeu a semifinal para a cabeça de chave Caroline Garcia, em sets diretos.
Classificada em 70º lugar no Monterrey Open, Osorio teve que abandonar na primeira rodada do segundo set contra Mayar Sherif. Por não ter conseguido defender os pontos conquistados na final do ano anterior, ela caiu 30 posições, caindo para o top 100 em 6 de março de 2023.
Classificada em 115º lugar, Osorio recebeu um "wild card" para a chave principal do Aberto de Madri. Ela chegou à terceira rodada do WTA 1000 pela primeira vez na carreira, derrotando Clara Burel e a 32ª cabeça de chave Marta Kostyuk. Ela se classificou para o próximo WTA 1000, o Aberto da Itália, e venceu sua partida de primeira rodada contra Varvara Gracheva, depois de salvar três match points. Em seguida, ela derrotou a 29ª cabeça de chave Petra Martić para chegar à terceira rodada consecutiva no nível WTA 1000. Ela alcançou sua primeira quarta rodada no nível WTA 1000 com uma vitória entre as 5 primeiras sobre Caroline Garcia, vingando sua derrota na semifinal em Lyon, tornando-se a primeira mulher colombiana a chegar às oitavas de final em um torneio WTA 1000. Como resultado, ela voltou ao top 85 em 22 de maio de 2023. Como cabeça de chave na qualificatória, ela entrou no Aberto da França como uma "lucky loser" e derrotou Ana Bogdan na primeira rodada.

### 2024: Segunda final WTA em casa
Osório iniciou a temporada pelo giro australiano, passando pea qualificatória do Hobart International mas perdendo na primeira rodada da chave principal para Anna Karolína Schmiedlová em jogo de três sets. Em seguida, no Australian Open, perdeu para Tatjana Maria também em jogo de três sets. Na sequência ela participou do Transylvania Open no qual perdeu para a eventual campeã Karolina Pliskova na segunda rodada em sets diretos. No giro americano, também não teve sucesso, perdendo na segunda rodada do ATX Open e na segunda rodada das qualificatórias para o Indian Wells Open e para o Miami Open.
Osorio deu início à temporada em quadras de saibro em seu torneio em casa, a Copa Colsanitas, em Bogotá, onde teve sucesso, chegando às semifinais pela terceira vez consecutiva, derrotando as vindas da qualificatória Marina Stakusic [en] e Anca Todoni [en], e a segunda cabeça de chave e defensora do título, Tatjana Maria. Ela chegou à sua segunda final no torneio derrotando Sara Errani. Na final, ela venceu Marie Bouzková em sets diretos conquistando o campeonato. Seu próximo compromisso foi tentar o Aberto de Madri, no entanto, não passou pela qualificatória. Em seguida, participou do Catalonia Open, no qual chegou  às semifinais onde perdeu para Kateřina Siniaková em sets diretos. Já no Aberto de Roma, ela venceu Arantxa Rus na primeira rodada, mas perdeu para Madison Keys na segunda, ambos os jogos em três sets. Seu próximo compromisso foi no Grand Prix Princesse Lalla Meryem, no Marrocos, no qual passou por Elina Avanesyan na primeira rodada em jogo de três sets, tendo a adversária desistido no último set por contusão, mas perdeu na segunda para Laura Siegemund em sets diretos. Já no Aberto da França, venceu Anhelina Kalinina, na primeira rodada em jogo de três sets no qual a adversária foi obrigada a abandonar no terceiro set, mas perdeu na segunda para a cabeça de chave N° 8 Ons Jabeur em jogo de três sets.

## Vida pessoal
Ela é neta do ex-jogador da seleção colombiana de futebol Rolando Serrano .

## Quadros de linha de tempo
| V | F | SF | QF | #R | RR | Q# | P# | NQ | NP | Z# | PO | O | P | B | NTM | NTI | A | NO |

 •  (V) vencedor; (F) finalista; (SF) semifinalista; (QF) quartas de final; (#R) rodada 4, 3, 2, 1; (RR) round-robin; (Q#) rodada qualificatória;  (NQ) não qualificado; (NP) não participou;  (NO) não ocorreu; (TS) taxa de sucesso (eventos vencidos / participados); (V–P) jogos vencidos-perdidos.
 •  Para evitar confusões e contagem em duplicidade, esses quadros são atualizados após a conclusão de um torneio ou quando a participação de um jogador termina.

### Simples
Atual após o Miami Open de 2024.
| Torneio                     | 2016 | 2017 | 2018 | 2019 | 2020 | 2021  | 2022  | 2023  | 2024 | TS                    | V–P                   | %–V                   |
| --------------------------- | ---- | ---- | ---- | ---- | ---- | ----- | ----- | ----- | ---- | --------------------- | --------------------- | --------------------- |
| Torneios de Grand Slam      |      |      |      |      |      |       |       |       |      |                       |                       |                       |
| Australian Open             | NP   | NP   | NP   | NP   | Q2   | Q3    | 1R    | 2R    | 1R   | 0 / 3                 | 1–3                   | 33%                   |
| Aberto da França            | NP   | NP   | NP   | NP   | Q1   | 1R    | 2R    | 2R    |      | 0 / 3                 | 2–3                   | 40%                   |
| Wimbledon                   | NP   | NP   | NP   | NP   | NO   | 3R    | 1R    | 1R    |      | 0 / 3                 | 2–3                   | 40%                   |
| US Open                     | NP   | NP   | NP   | NP   | NP   | 2R    | 2R    | 1R    |      | 0 / 3                 | 2–3                   | 40%                   |
| Vencidos-Perdidos           | 0–0  | 0–0  | 0–0  | 0–0  | 0–0  | 3–3   | 2–4   | 2–4   | 0-1  | 0 / 12                | 7–12                  | 39%                   |
| Representação nacional      |      |      |      |      |      |       |       |       |      |                       |                       |                       |
| Jogos Olímpicos             | NO   | NP   | NO   | NO   | NO   | 1R    | NO    | NO    |      | 0 / 1                 | 0–1                   | 0%                    |
| Copa Billie Jean King       | Z1   | Z1   | NP   | Z1   | POZ1 | POZ1  | NP    | PO    |      | 0 / 0                 | 11–4                  | 73%                   |
| WTA 1000                    |      |      |      |      |      |       |       |       |      |                       |                       |                       |
| Dubai / Qatar Open          | NP   | NP   | NP   | NP   | NP   | NP    | NP    | NP    | NP   | 0 / 0                 | 0–0                   | –                     |
| Indian Wells Open           | NP   | NP   | NP   | NP   | NO   | 1R    | 1R    | NP    | Q2   | 0 / 2                 | 0–2                   | 0%                    |
| Miami Open                  | NP   | NP   | NP   | NP   | NO   | NP    | NP    | NP    | Q2   | 0 / 0                 | 0–0                   | –                     |
| Madrid Open                 | NP   | NP   | NP   | NP   | NO   | NP    | NP    | 3R    |      | 0 / 1                 | 2–1                   | 67%                   |
| Italian Open                | NP   | NP   | NP   | NP   | NP   | NP    | 2R    | 4R    |      | 0 / 2                 | 4–2                   | 67%                   |
| Canadian Open               | NP   | NP   | NP   | NP   | NO   | NP    | NP    | NP    |      | 0 / 0                 | 0–0                   | –                     |
| Cincinnati Open             | NP   | NP   | NP   | NP   | NP   | Q1    | Q1    | Q2    |      | 0 / 0                 | 0–0                   | –                     |
| Pan Pacific / Wuhan Open    | NP   | NP   | NP   | NP   | NO   | NO    | NO    | NO    | NO   | 0 / 0                 | 0–0                   | –                     |
| China Open                  | NP   | NP   | NP   | NP   | NO   | NO    | NO    | NO    |      | 0 / 0                 | 0–0                   | –                     |
| Guadalajara Open            | NO   | NO   | NO   | NO   | NO   | NO    | 2R    | 1R    |      | 0 / 2                 | 1–2                   | 33%                   |
| Vencidos–Perdidos           | 0–0  | 0–0  | 0–0  | 0–0  | 0–0  | 0–1   | 2–3   | 5–3   |      | 0 / 7                 | 7–7                   | 50%                   |
| Estatísticas da carreira    |      |      |      |      |      |       |       |       |      |                       |                       |                       |
|                             | 2016 | 2017 | 2018 | 2019 | 2020 | 2021  | 2022  | 2023  | 2024 | TS                    | V–P                   | %–V                   |
| Torneios                    | 0    | 0    | 1    | 1    | 0    | 13    | 16    | 12    |      | Total da carreira: 43 | Total da carreira: 43 | Total da carreira: 43 |
| Títulos                     | 0    | 0    | 0    | 0    | 0    | 1     | 0     | 0     |      | Total da carreira: 1  | Total da carreira: 1  | Total da carreira: 1  |
| Finais                      | 0    | 0    | 0    | 0    | 0    | 2     | 1     | 0     |      | Total da carreira: 3  | Total da carreira: 3  | Total da carreira: 3  |
| Vencidos-Perdidos piso duro | 0–0  | 2–2  | 0–0  | 0–0  | 0–0  | 5–7   | 9–9   | 7–8   |      | 0 / 24                | 23–26                 | 47%                   |
| Vencidos-Perdidos saibro    | 2–0  | 0–0  | 0–1  | 6–1  | 1–2  | 11–3  | 5–3   | 9–5   |      | 1 / 14                | 34–15                 | 69%                   |
| Vencidos-Perdidos grama     | 0–0  | 0–0  | 0–0  | 0–0  | 0–0  | 2–2   | 0–4   | 1–2   |      | 0 / 8                 | 3–8                   | 27%                   |
| Vencidos-Perdidos geral     | 2–0  | 2–2  | 0–1  | 6–1  | 1–2  | 18–12 | 14–16 | 17–15 |      | 0 / 44                | 60–49                 | 55%                   |
| %–V                         | 100% | 50%  | 0%   | 86%  | 33%  | 60%   | 47%   | 55%   |      | Career total: 55.05%  | Career total: 55.05%  | Career total: 55.05%  |
| Ranking de final de ano     | 1249 | 1026 | 723  | 186  | 186  | 55    | 82    | 78    |      | US$ 1.687.141         | US$ 1.687.141         | US$ 1.687.141         |

### Duplas
| Torneios de Grand Slam |     |     |     |     |       |     |     |
| Australian Open        | NP  | 1R  | 2R  | 1R  | 0 / 3 | 1–3 | 25% |
| Aberto da França       | NP  | 2R  | NP  |     | 0 / 1 | 1–1 | 50% |
| Wimbledon              | NP  | 2R  | NP  |     | 0 / 1 | 1–1 | 50% |
| US Open                | 1R  | 1R  | 1R  |     | 0 / 3 | 0–3 | 0%  |
| WTA 1000               |     |     |     |     |       |     |     |
| Guadalajara Open       | NO  | 1R  | NP  |     | 0 / 1 | 0–1 | 0%  |
| Vencidos-Perdidos      | 0–1 | 2–5 | 1–2 | 0-1 | 0 / 8 | 3–8 | 22% |

## Finais
Apenas os resultados das chaves principais no WTA Tour, torneios do Grand Slam, Fed Cup / Billie Jean King Cup e Jogos Olímpicos são incluídos nos registros de vitórias / derrotas.

## Finais do WTA Tour

### Simples: 4 (2 títulos, 2 vices)
| Legenda (simples) |
| ----------------- |
| Grand Slam (0–0)  |
| WTA Finals (0–0)  |
| WTA 1000 (0–0)    |
| WTA 500 (0–0)     |
| WTA 250 (2–2)     |

| Finais por piso |
| --------------- |
| Duro (0–2)      |
| Saibro (2–0)    |
| Grama (0–0)     |

| Finais por ambiente |
| ------------------- |
| Outdoor (2–2)       |
| Indoor (0–0)        |

| Status | V–D | Data     | Torneio                       | Nível   | Piso   | Oponente         | Placar                  |
| ------ | --- | -------- | ----------------------------- | ------- | ------ | ---------------- | ----------------------- |
| Venceu | 1–0 | Abr 2021 | Copa Colsanitas, Colômbia     | WTA 250 | Saibro | Tamara Zidanšek  | 5–7, 6–3, 6–4           |
| Perdeu | 1–1 | Out 2021 | Tenerife Open, Espanha        | WTA 250 | Duro   | Ann Li           | 1–6, 4–6                |
| Perdeu | 1–2 | Mar 2022 | Monterrey Open, México        | WTA 250 | Duro   | Leylah Fernandez | 7–6(7–5), 4–6, 6–7(3–7) |
| Venceu | 2–2 | Abr 2024 | Copa Colsanitas, Colombia (2) | WTA 250 | Saibro | Marie Bouzková   | 6–3, 7–6(7–5)           |

## Finais do Circuito ITF

### Simples: 6 (3 títulos, 3 vices)
| Legenda                      |
| ---------------------------- |
| Torneios de US$ 25.000 (2–1) |
| Torneios de US$ 15.000 (1–2) |

| Finais by piso |
| -------------- |
| Duro (0–3)     |
| Saibro (3–0)   |
| Grama (0–0)    |

| Status | V–D | Data     | Torneio                    | Nível  | Piso   | Oponente         | Placar             |
| ------ | --- | -------- | -------------------------- | ------ | ------ | ---------------- | ------------------ |
| Venceu | 1–0 | Nov 2018 | ITF Cúcuta, Colômbia       | 15.000 | Saibro | Yuliana Lizarazo | 6–3, 7–6(2)        |
| Perdeu | 1–1 | Nov 2018 | ITF Norman, Estados Unidos | 25.000 | Duro   | Bianca Andreescu | 1–6, 0–6           |
| Perdeu | 1–2 | Mar 2019 | ITF Cancún, México         | 15.000 | Duro   | Lou Brouleau     | 6–3, 4–6, 1–5 ret. |
| Perdeu | 1–3 | Mar 2019 | ITF Cancún, México         | 15.000 | Duro   | Paige Hourigan   | 4–6, 3–6           |
| Venceu | 2–3 | Ago 2019 | ITF Guaiaquil, Equador     | 25.000 | Saibro | Katerina Stewart | 7–5, 7–6(3)        |
| Venceu | 3–3 | Ago 2019 | ITF Guaiaquil, Equador     | 25.000 | Saibro | Katerina Stewart | 7–5, 6–3           |

### Duplas: 3 (3 vices)
| Legenda                      |
| ---------------------------- |
| Torneios de US$ 60.000       |
| Torneios de US$ 25.000 (0–3) |

| Finais por piso |
| --------------- |
| Duro (0–2)      |
| Saibro (0–1)    |
| Grama (0–0)     |

| Status | V–D | Data     | Torneio                        | Nível  | Piso   | Parceira         | Oponentes                               | Placar                 |
| ------ | --- | -------- | ------------------------------ | ------ | ------ | ---------------- | --------------------------------------- | ---------------------- |
| Perdeu | 0–1 | Ago 2019 | ITF Guaiaquil, Equador         | 25.000 | Saibro | Yuliana Lizarazo | Katerina Stewart Gabriela Lee           | 7–6(1), 6–7(6), [7–10] |
| Perdeu | 0–2 | Fev 2021 | ITF Orlando, Estados Unidos    | 25.000 | Duro   | Conny Perrin     | Emina Bektas Tara Moore                 | 5–7, 6–2, [5–10]       |
| Perdeu | 0–3 | Fev 2021 | ITF Boca Raton, Estados Unidos | 25.000 | Duro   | Conny Perrin     | Usue Maitane Arconada Caroline Dolehide | 3–6, 4–6               |

## Finais de Junior Grand Slam

### Simples: 1 (1 título)
| Status | Ano  | Torneio | Piso | Oponente             | Placar   |
| ------ | ---- | ------- | ---- | -------------------- | -------- |
| Venceu | 2019 | US Open | Duro | Alexandra Yepifanova | 6–1, 6–0 |

## Finais do Circuito júnior da ITF

### Simples: 10 (7 títulos, 3 vices)
| Legenda           |
| ----------------- |
| Grau 1 / B1 (6–1) |
| Grau 3 (0–1)      |
| Grau 4 (1–1)      |

| Status | V–D | Data     | Torneio                  | Grau    | Piso   | Oponente              | Placar        |
| ------ | --- | -------- | ------------------------ | ------- | ------ | --------------------- | ------------- |
| Perdeu | 0–1 | Mar 2016 | San José, Costa Rica     | Grau 3  | Duro   | Dalayna Hewitt        | 6–4, 3–6, 1–6 |
| Perdeu | 0–2 | Jun 2016 | Kelibia, Tunísia         | Grau 4  | Duro   | Dalila Said           | 6–7(5), 3–6   |
| Venceu | 1–2 | Jun 2016 | Mahdia, Tunísia          | Grau 4  | Duro   | Marie-Amélie Dardaine | 6–1, 6–2      |
| Venceu | 2–2 | Jan 2017 | Barranquilla, Colômbia   | Grau 1  | Saibro | Shelly Krolitzky      | 6–0, 7–6(3)   |
| Perdeu | 2–3 | Fev 2017 | Mar del Plata, Argentina | Grau B1 | Saibro | Emiliana Arango       | 2–6, 6–7(6)   |
| Venceu | 3–3 | Jan 2018 | San José, Costa Rica     | Grau 1  | Duro   | Lea Ma                | 6–3, 5–7, 6–3 |
| Venceu | 4–3 | Jan 2018 | Barranquilla, Colômbia   | Grau 1  | Saibro | Lea Ma                | 6–2, 6–2      |
| Venceu | 5–3 | Fev 2018 | Lambaré, Paraguay        | Grau 1  | Saibro | Ana Geller            | 6–3, 6–1      |
| Venceu | 6–3 | Fev 2018 | Criciúma, Brasil         | Grau 1  | Saibro | Alexa Noel            | 6–3, 6–4      |
| Venceu | 7–3 | Mar 2018 | São Paulo, Brasil        | Grau B1 | Saibro | María Lourdes Carlé   | 3–6, 6–3, 6–3 |

### Duplas: 4 (3 títulos, 1 vice)
| Legenda            |
| ------------------ |
| Categoria B1 (2–0) |
| Categoria G2 (1–0) |
| Categoria G4 (0–1) |

| Status | V–D | Data     | Torneio                  | Grau    | Piso   | Parceira                 | Oponentes                             | Placar            |
| ------ | --- | -------- | ------------------------ | ------- | ------ | ------------------------ | ------------------------------------- | ----------------- |
| Perdeu | 0–1 | Jun 2016 | Mahdia, Tunísia          | Grau 4  | Duro   | Pilar Astigarraga Harper | Weronika Falkowska Wiktoria Rutkowska | 3–6, 4–6          |
| Venceu | 1–1 | Set 2016 | Montevidéu, Uruguai      | Grau 2  | Saibro | Thaisa Pedretti          | Paula Barañano Fernanda Labraña       | 6–4, 6–4          |
| Venceu | 2–1 | Fev 2017 | Mar del Plata, Argentina | Grau B1 | Saibro | Thaisa Pedretti          | Emiliana Arango Sofía Múnera Sánchez  | 6–4, 3–6, [14–12] |
| Venceu | 3–1 | Mar 2018 | São Paulo, Brasil        | Grau B1 | Saibro | María Lourdes Carlé      | Ana Geller Maia Guillermina Haumuller | 6–3, 6–2          |

## Recordes de confrontos diretos

### Vitórias sobre as Top-10 por temporada
| Temporada | 2021 | 2022 | 2023 | Total |
| --------- | ---- | ---- | ---- | ----- |
| Vitórias  | 1    | 0    | 1    | 2     |

| #    |                 | Rank  | Evento                 | Piso   | Rd | Placar        | COR     |
| ---- | --------------- | ----- | ---------------------- | ------ | -- | ------------- | ------- |
| 2021 |                 |       |                        |        |    |               |         |
| 1.   | Elina Svitolina | No. 6 | Tenerife Open, Espanha | Duro   | 1R | 5–7, 6–3, 6–2 | No. 63  |
| 2023 |                 |       |                        |        |    |               |         |
| 2.   | Caroline Garcia | No. 4 | Italian Open, Itália   | Saibro | 3R | 6–4, 6–4      | No. 100 |

### Recorde contra as Top 10
Recorde de Osorio Serrano contra jogadoras classificadas entre as 10 primeiras. Jogadoras ativas estão em negrito.

| Jogadora                      | Recorde | %–V  | Duro      | Saibro    | Grama     | Última partida                                         |
| ----------------------------- | ------- | ---- | --------- | --------- | --------- | ------------------------------------------------------ |
| Jogadoras ranquedas como N° 1 |         |      |           |           |           |                                                        |
| Victoria Azarenka             | 0–1     | 0%   | –         | 0–1       | –         | Perdeu (2–6, 4–6) em Roma 2022                         |
| Karolína Plíšková             | 0–1     | 0%   | 0–1       | –         | –         | Perdeu (2–6, 1–6) na Transilvânia 2024                 |
| Naomi Osaka                   | 0–1     | 0%   | 0–1       | –         | –         | Perdeu (3–6, 3–6) no Australian Open 2022              |
| Iga Świątek                   | 0–1     | 0%   | 0–1       | –         | –         | Perdeu (2–6, 3–6) no Australian Open 2023              |
| Aryna Sabalenka               | 0–2     | 0%   | –         | 0–1       | 0–1       | Perdeu (4–6, 5–7) em Madri 2023                        |
| Number 2 ranked players       |         |      |           |           |           |                                                        |
| Ons Jabeur                    | 0–2     | 0%   | 0–2       | –         | –         | Perdeu (5–7, 6–7(4–7)) no US Open 2023                 |
| Number 3 ranked players       |         |      |           |           |           |                                                        |
| Jessica Pegula                | 0–1     | 0%   | –         | –         | 0–1       | Perdeu (2–6, 6–1, 3–6 em Eastbourne 2023               |
| Elina Svitolina               | 2–0     | 100% | 2–0       | –         | –         | Venceu (1–6, 7–5, 7–6(7–5)) em Monterrey 2022          |
| Maria Sakkari                 | 0–1     | 0%   | –         | –         | 0–1       | Perdeu (2–6, 3–6) em Nottingham 2022                   |
| Number 4 ranked players       |         |      |           |           |           |                                                        |
| Sofia Kenin                   | 1–0     | 100% | –         | –         | 1–0       | Venceu (7-6(7–2), 6–1) em Nottingham 2022              |
| Caroline Garcia               | 1–1     | 50%  | 0–1       | 1–0       | –         | Perdeu (6–4, 6–4) em Roma 2023                         |
| Number 5 ranked players       |         |      |           |           |           |                                                        |
| Eugenie Bouchard              | 1–0     | 100% | 1–0       | –         | –         | Venceu (1-6, 6–2, 6-2) em Midland 2022                 |
| Sara Errani                   | 1–2     | 33%  | 0-1       | 1–1       | –         | Venceu (7-6(6–4), 6–4) em Bogotá 2024                  |
| Number 7 ranked players       |         |      |           |           |           |                                                        |
| Zheng Qinwen                  | 1–0     | 100% | 1–0       | –         | –         | Venceu (4-6, 6–4, 7-6(6–3)) em San Diego 2022          |
| Number 10 ranked players      |         |      |           |           |           |                                                        |
| Emma Raducanu                 | 0–1     | 0%   | 0–1       | –         | –         | Perdeu (6–7(5–7), 6–7(4–7)) em Washington 2022         |
| Beatriz Haddad Maia           | 0–1     | 0%   | –         | 0–1       | –         | Perdeu (6–3, 6–3) em Roma 2023                         |
| Total                         | 7–15    | 32%  | 4–8 (33%) | 2–4 (33%) | 1–3 (25%) | Estatísticas atualizadas Desde 8 de fevereiro de 2024. |

## Partidas regionais valendo medalhas

### Jogos Olímpicos da Juventude

#### Simples (1–0)
| Status | Ano  | Local                   | Piso   | Oponente   | Placar      |
| ------ | ---- | ----------------------- | ------ | ---------- | ----------- |
| Bronze | 2018 | Buenos Aires, Argentina | Saibro | Wang Xinyu | 7–6(4), 6–0 |

#### Duplas mistas (0–1)
| Status | Ano  | Local                   | Piso   | Parceira      | Oponentes               | Placar   |
| ------ | ---- | ----------------------- | ------ | ------------- | ----------------------- | -------- |
| Silver | 2018 | Buenos Aires, Argentina | Saibro | Nicolás Mejía | Yuki Naito Naoki Tajima | 2–6, 3–6 |